# Akademia Wychowania Fizycznego Józefa Piłsudskiego w Warszawie

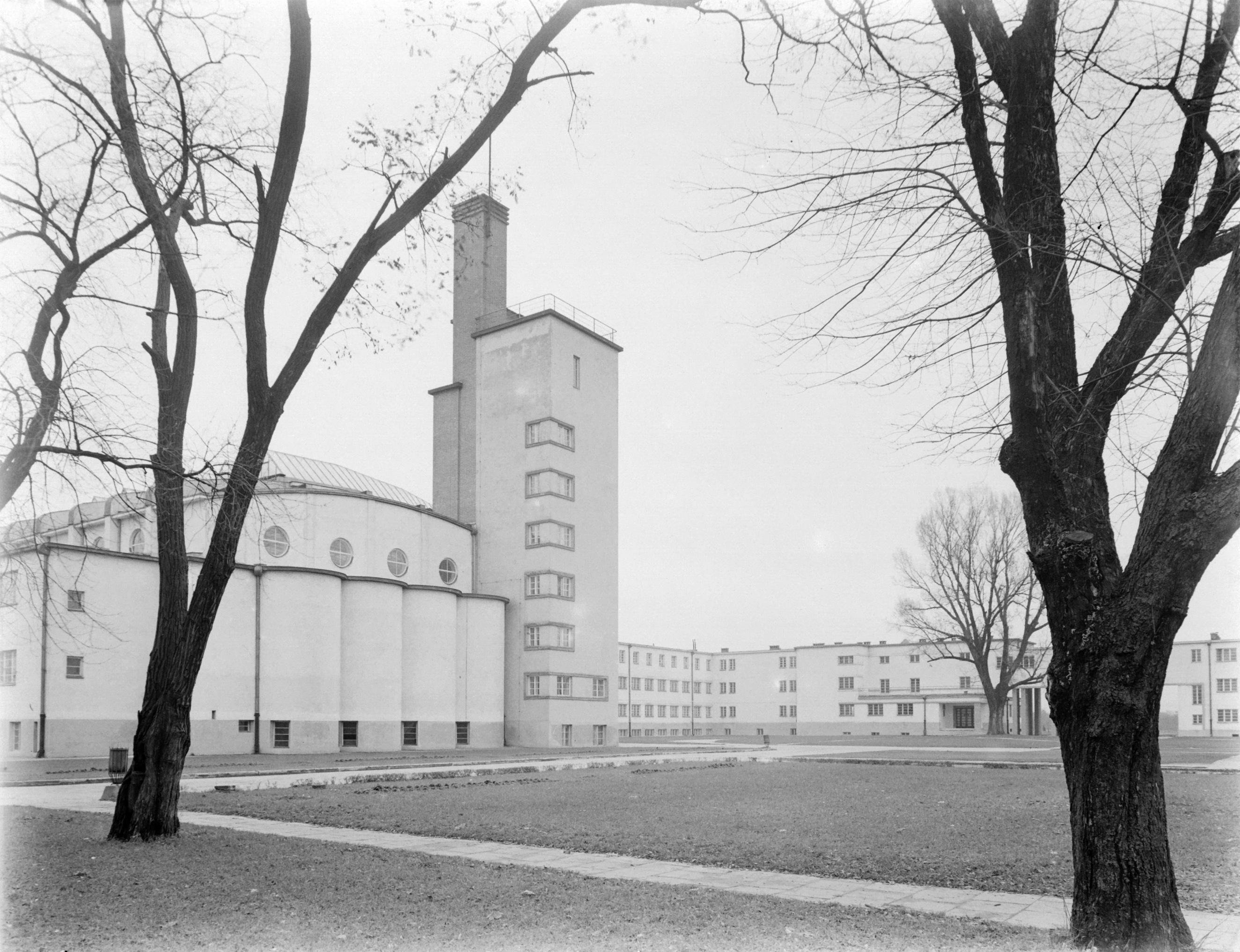
Siedziba AWF w 1934

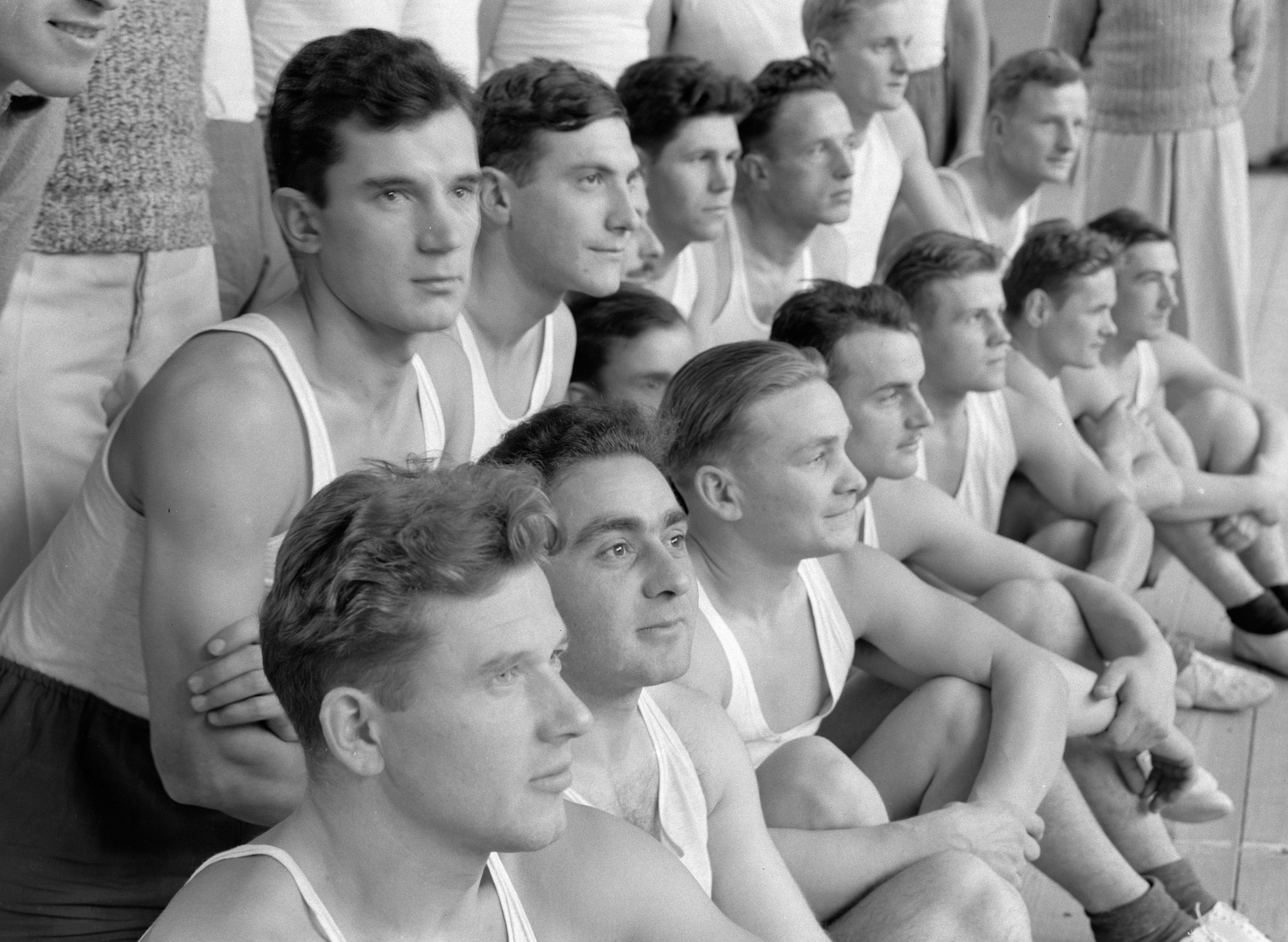
Grupa studentów CIWF, 1934

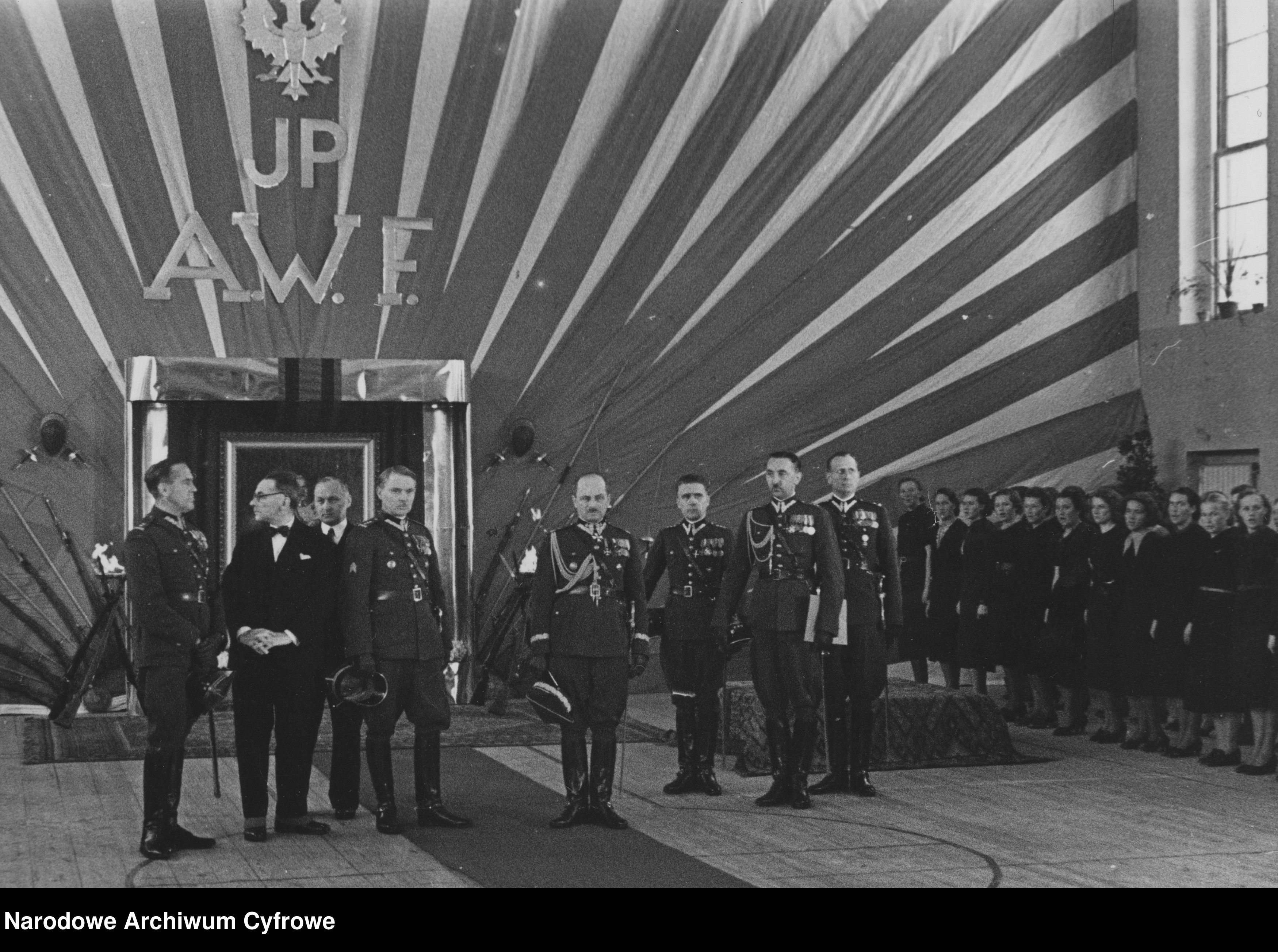
Uroczystość nadania statutu AWF 1939

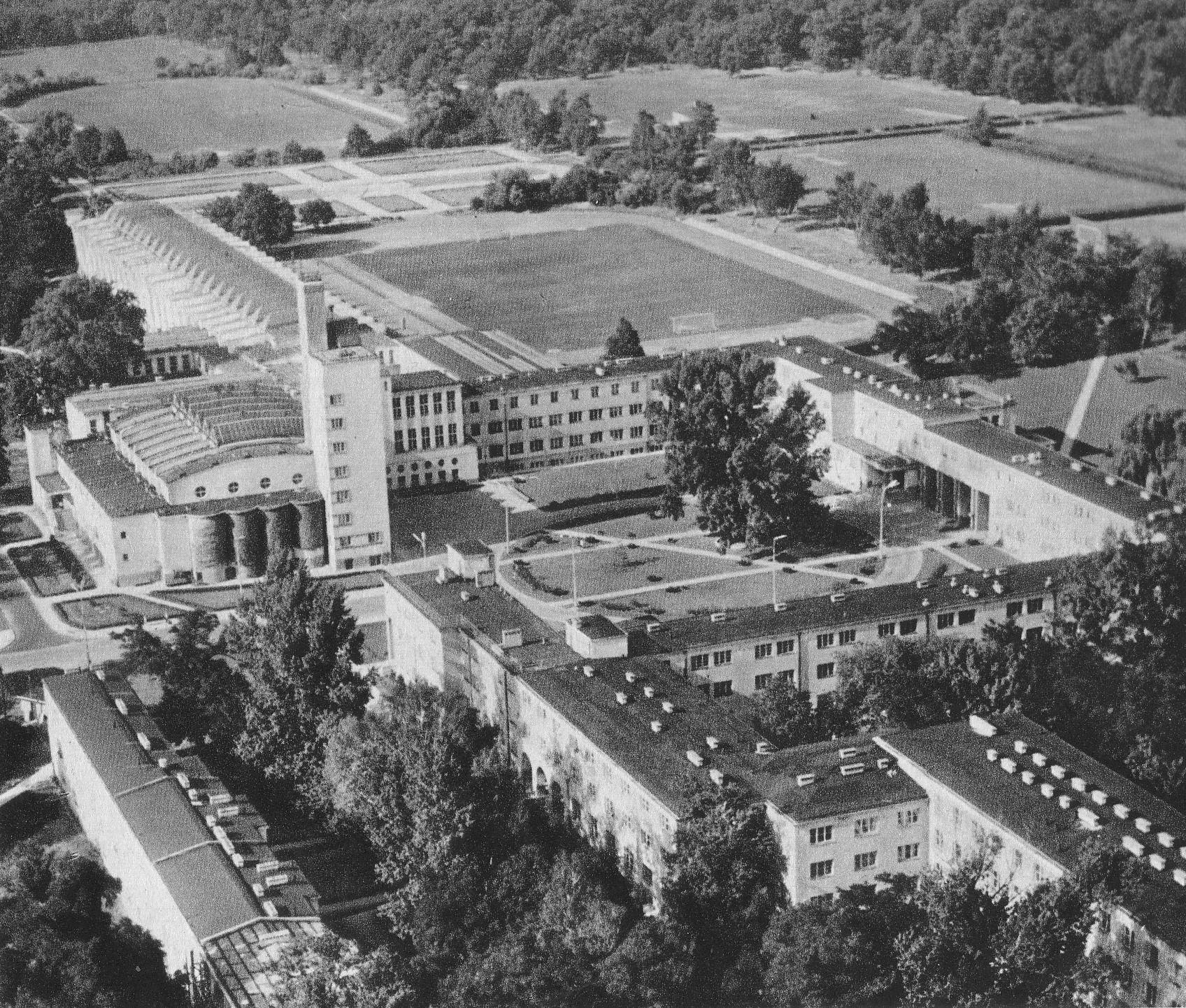
Kompleks uczelni w latach 60. XX wieku

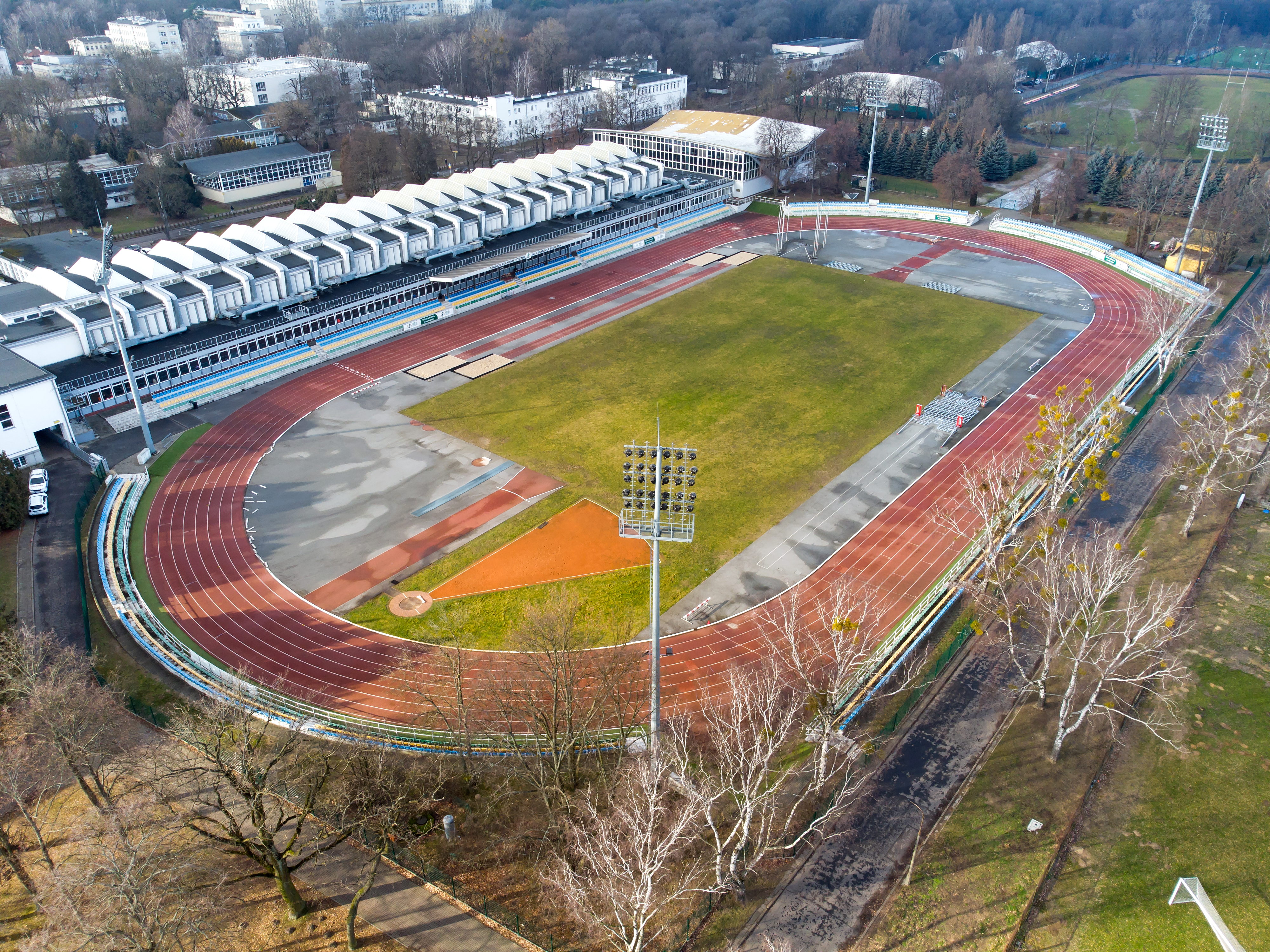
Stadion lekkoatletyczny im. Zygmunta Szelesta

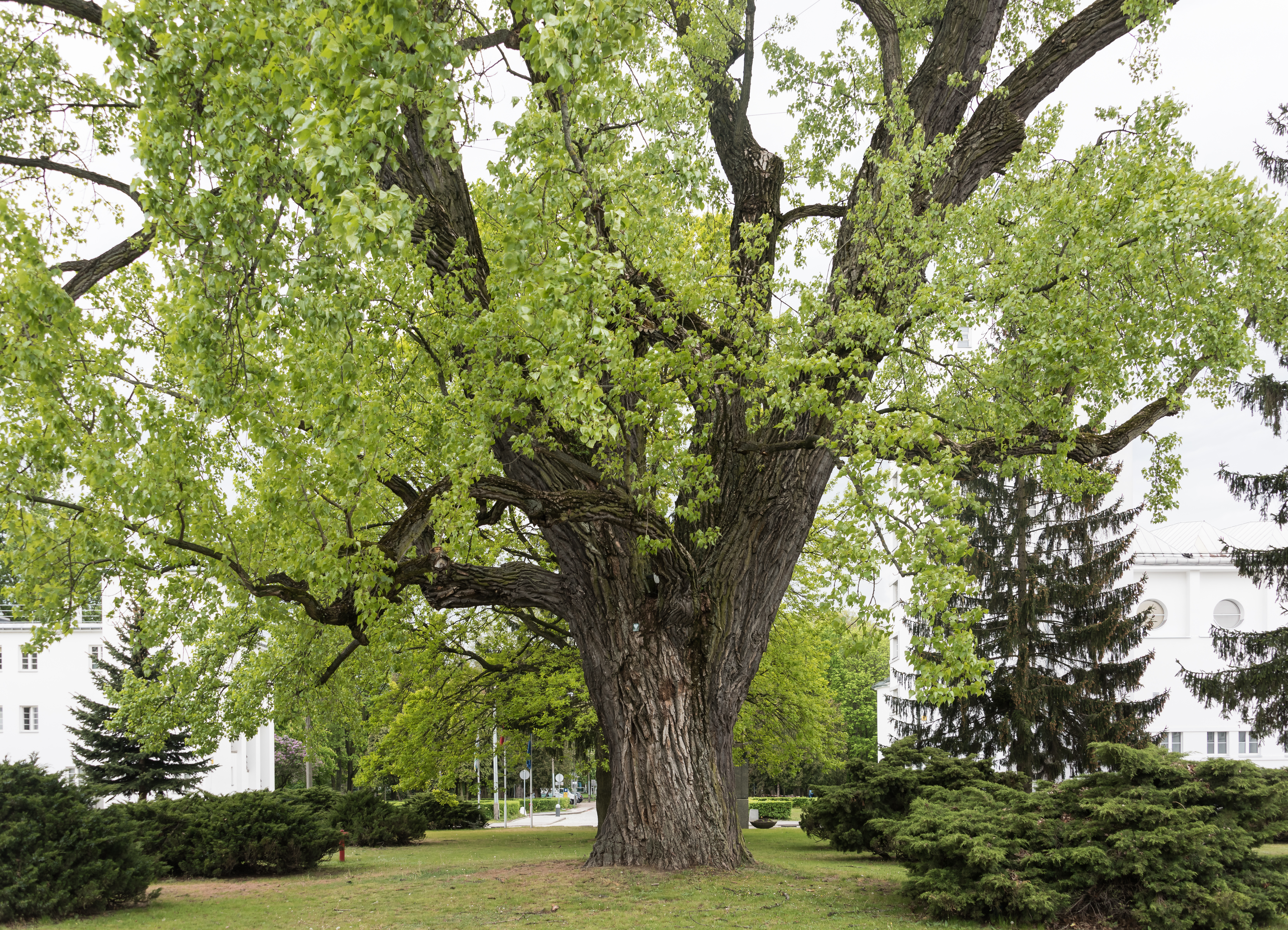
Pomnikowa topola czarna na dziedzińcu

Akademia Wychowania Fizycznego Józefa Piłsudskiego w Warszawie (AWF) – publiczna akademia wychowania fizycznego w Warszawie utworzona w 1929 jako Centralny Instytut Wychowania Fizycznego w Warszawie i przekształcona w 1938 w wojskową szkołę akademicką; od 1935 nosi imię Józefa Piłsudskiego.
30 września 1930 wyłączona z gminy Młociny i włączona do Warszawy.

## Historia
W 1927 na pierwszym posiedzeniu Rady Naukowej Wychowania Fizycznego pod przewodnictwem Marszałka Józefa Piłsudskiego, dyrektor Centralnej Wojskowej Szkoły Gimnastyki i Sportów w Poznaniu zaproponował utworzenie szkoły zawodowej, która miała kształcić nauczycieli wychowania fizycznego na potrzeby szkół i wojska. Powołano komitet budowy uczelni nazwanej Centralnym Instytutem Wychowania Fizycznego, pod kierownictwem ministra Spraw Wewnętrznych gen. dr. Felicjana Sławoja-Składkowskiego. Projektantem został profesor Edgar Norwerth z Politechniki Warszawskiej, a kierownikiem budowy inż. Maksymilian Dudryk.
Norwerth podczas oględzin potencjalnych terenów pod budowę na Bielanach, wybrał otwartą przestrzeń z okazałą, wówczas ok. 50-letnią topolą czarną, w której zobaczył oś krajobrazową przyszłego dziedzińca akademii. Drzewo zostało podczas budowy zabezpieczone i wokół niego utworzony dziedziniec. W 2009 uzyskało status pomnika przyrody.
Położenie kamienia węgielnego pod budowę 23 czerwca 1928 roku rozpoczyna wznoszenie Instytutu. Wydarzeniu temu nadano odpowiednią rangę, na uroczystość przybyli – Minister Wyznań Religijnych i Oświecenia Publicznego dr Gustaw Dobrucki, dyrektor Państwowego Urzędu Wychowania Fizycznego i Przysposobienia Wojskowego płk Juliusz Ulrych, prezydent Warszawy Zygmunt Słomiński, przedstawiciele Ministerstwa Spraw Wojskowych, władz państwowych, organizacji społecznych. W dniu 2 grudnia 1928 roku uroczyście wmurowano akt erekcyjny oraz tablicę okolicznościową w obecności licznie zgromadzonych gości. Na tablicy upamiętniającej 10-lecie Polski Niepodległej umieszczono następujące słowa: „W 10-tą rocznicę Niepodległości za Prezydenta Rzeczypospolitej prof. Ignacego Mościckiego, Prezesa Rady Ministrów prof. Kazimierza Bartla, stanęły mury Centralnego Instytutu Wychowania Fizycznego powołanego do życia wolą i decyzją Pierwszego Marszałka Polski Józefa Piłsudskiego, aby niezmożony był duch i siła fizyczna Narodu”.
Działalność dydaktyczna rozpoczęła się 5 listopada 1929, a pierwszym dyrektorem został płk dr Władysław Leon Osmolski. Wówczas rozpoczął się pierwszy w historii uczelni kurs oficerski. W skład pierwszego personelu pedagogicznego CIWF weszli oficerowie z dotychczasowej kadry CWSzGiS w Poznaniu. CIWF był wojskową szkołą zawodową z programem dwuletnich studiów nauczycielskich dla mężczyzn i kobiet oraz rocznym kursie oficerskim. Uroczysta inauguracja pierwszego roku akademickiego 1929/1930 odbyła się 29 listopada 1929 a 1 stycznia 1930 nastąpiło formalne połączenie Centralnego Instytutu Wychowania Fizycznego w Warszawie z Centralną Wojskową Szkołą Gimnastyki i Sportów w Poznaniu. W marcu 1930 uczelnia otrzymała swój statut.
Pierwsza zmiana nazwy uczelni nastąpiła po śmierci marszałka Józefa Piłsudskiego w 1935, na wniosek pracowników i Rady Naukowej Wychowania Fizycznego. Od tej pory uczelnia nosiła nazwę: Centralny Instytut Wychowania Fizycznego im. Pierwszego Marszałka Polski Józefa Piłsudskiego.
2 września 1938 roku weszła w życie ustawa z dnia 23 sierpnia 1938 roku o Akademii Wychowania Fizycznego Józefa Piłsudskiego w Warszawie. Na mocy tej ustawy dotychczasowy Centralny Instytut Wychowania Fizycznego w Warszawie został przekształcony w wojskową szkołę akademicką pod nazwą Akademia Wychowania Fizycznego Józefa Piłsudskiego w Warszawie. Zwierzchni nadzór nad działalnością akademii sprawował Ministerstwo Spraw Wojskowych w porozumieniu z Ministrem Wyznań Religijnych i Oświecenia Publicznego z wyjątkiem spraw dotyczących tylko wojska, w których Minister Spraw Wojskowych wydawał zarządzenia samodzielnie. 20 marca 1939 nadano statut uczelni. 26 maja 1939 roku weszło w życie rozporządzenie Ministra Wyznań Religijnych i Oświecenia Publicznego z dnia 28 kwietnia 1939 roku w sprawie przyznania Akademii Wychowania Fizycznego Józefa Piłsudskiego w Warszawie prawa nadawania stopnia magistra wychowania fizycznego.
W czasie II wojny światowej na terenie AWF znajdowały się koszary Luftwaffe. Laboratoria, biblioteki i urządzenia sportowe zostały zlikwidowane.
Odbudowa uczelni po wojnie była bardzo szybka. Zajęcia dla 108 studentów rozpoczęły się 2 grudnia 1946. Dekret Rady Ministrów z 27 lipca 1949 przekształcił szkołę w uczelnię cywilną pod nazwą Akademia Wychowania Fizycznego im. gen. broni Karola Świerczewskiego. Na czele uczelni stanął rektor. Powołano Wydział Wychowania Fizycznego. Nadzór nad AWF zaczął pełnić przewodniczący Głównego Komitetu Kultury Fizycznej. W tym samym roku, dzięki inicjatywie studentów i pracowników powołano uczelniany klub sportowy AZS-AWF Warszawa istniejący do chwili obecnej. W 1953 na podstawie Ustawy o szkolnictwie wyższym z dnia 15 grudnia 1951 utworzono katedry i zakłady naukowe. W roku akademickim 1952/53 zaczęły funkcjonować studia zaoczne. W roku akademickim 1953/54 uruchomiono specjalizacje trenerskie oraz rehabilitacji ruchowej. W listopadzie 1959 r. zarządzeniem ministra Szkolnictwa Wyższego, Ministra Zdrowia i przewodniczącego Głównego Komitetu Kultury Fizycznej, uczelnia otrzymała, jako pierwsza w kraju, prawo nadawania stopnia naukowego doktora w zakresie nauk o kulturze fizycznej.
W 1970 roku w Białej Podlaskiej utworzona została nowa filia uczelni; zastępca Rektora ds. Filii został doc. dr Erazm Wasilewski.
W październiku 1979, w ramach obchodów 50. rocznicy utworzenia uczelni, przy głównym wejściu na teren AWF odsłonięto popiersie Karola Świerczewskiego dłuta Alfonsa Karnego. Pomnik usunięto w czasie transformacji systemowej w Polsce 1989 roku.
W dniu 8 czerwca 1990 Sejm przywrócił uczelni nazwę Akademia Wychowania Fizycznego Józefa Piłsudskiego w Warszawie.

## Wydziały
Akademia posiada trzy wydziały:
- Wydział Rehabilitacji
- Wydział Wychowania Fizycznego
- Wydział Wychowania Fizycznego i Zdrowia w Białej Podlaskiej

## Kierunki kształcenia
- fizjoterapia
- turystyka i rekreacja
- wychowanie fizyczne
- sport
- pielęgniarstwo
- terapia zajęciowa
- kosmetologia (WWFiS w Białej Podlaskiej)

Akademia prowadzi również studia podyplomowe i doktoranckie.

## Władze w kadencji 2020–2024
- Rektor: prof. dr hab. Bartosz Molik
- Prorektor ds. Badań Nauki: dr hab. Paweł Tomaszewski, prof. AWF
- Prorektor ds. Studenckich i Kształcenia: dr hab. Ida Wiszomirska, prof. AWF
- Prorektor ds. Promocji i Rozwoju Uczelni: dr hab. Jolanta Żyśko

## Rektorzy
- 1938–1939: płk lek. dr Jerzy Nadolski (dyrektor akademii)
- 1950–1956: mgr Edmund Kosman(inne języki)
- 1956–1959: prof. dr hab. Stanisław Bilewicz
- 1959: prof. dr Zygmunt Gilewicz
- 1960–1971: prof. dr Stefan Wołoszyn
- 1971–1974: doc. dr Tadeusz Ulatowski
- 1974–1977: doc. dr Erazm Wasilewski
- 1977–1981: doc. dr (następnie prof.) Maciej Skład
- 1981–1987: prof. dr Tadeusz Ulatowski
- 1987–1990: prof. dr hab. Mieczysław Witkowski
- 1990–1993: prof. dr hab. Zbigniew Krawczyk(inne języki)
- 1993–1996: prof. dr hab. Zbigniew Krawczyk
- 1996–1999: prof. dr hab. Henryk Sozański
- 1999–2002: prof. dr hab. Henryk Sozański
- 2002–2005: prof. dr hab. Andrzej Wit
- 2005–2008: prof. dr hab. Henryk Sozański
- 2008–2012: prof. dr hab. Alicja Przyłuska-Fiszer
- 2012–2016: prof. dr hab. Andrzej Mastalerz
- 2016–2020: prof. dr hab. Andrzej Mastalerz
- od 2020: prof. dr hab. Bartosz Molik[16]